# Klaas Geerts
Klaas Geerts (Enschede, 11 januari 1932 - Amerongen, 7 april 2002) was een Nederlands architect en stedenbouwkundige.
Hij was zoon van textielarbeider Frederik Geerts en confectienaaister Aleida Letteboer.
In 1961 slaagde hij voor het diploma architect hogere bouwkunst aan de Academie van Bouwkunst in Amsterdam. Niet veel later richtte hij het bureau Inbo (Ontwerp- en Constructiebureau voor Industriële Bouw) op, waarmee hij grote(re) wooncomplexen ontwierp, die door prefab gebouwd konden worden. Steden hadden in die jaren grote behoefte aan snelle woningbouw. Projecten waaraan Geerts werkte waren onder andere de buurt Molenwijk in Amsterdam-Noord, inclusief winkelcentrum De Wieken, dat enige jaren later dan de woonwijk werd gebouwd. Aan het andere eind van de stad in Amsterdam-Zuidoost was hij verantwoordelijk voor flats (en omgeving van) Groeneveen, Gooioord, Kruitberg en Kikkenstein. Voor die projecten werd industriële woningfabriek Indeco Coignet, dat nog in 1961 geopend werd door Prins Bernard, ingeschakeld. Geerts was voorstander van gescheiden verkeersstromen zoals uit beide wijken blijkt.
Werk van Geerts is ook terug te vinden in Zaandam, Tilburg (drive-in-woningen) en Helmond.
Amsterdam-Noord kent in een in 2019 opgeleverde wijk een Klaas Geertsplantsoen, hetgeen ingeklemd ligt tussen straten vernoemd naar architecten Johannes Martinus van Hardeveld (Jan van Hardeveldstraat) en Jouke Zietsma (Jouke Zietsmastraat).